# Hasan Özdemir

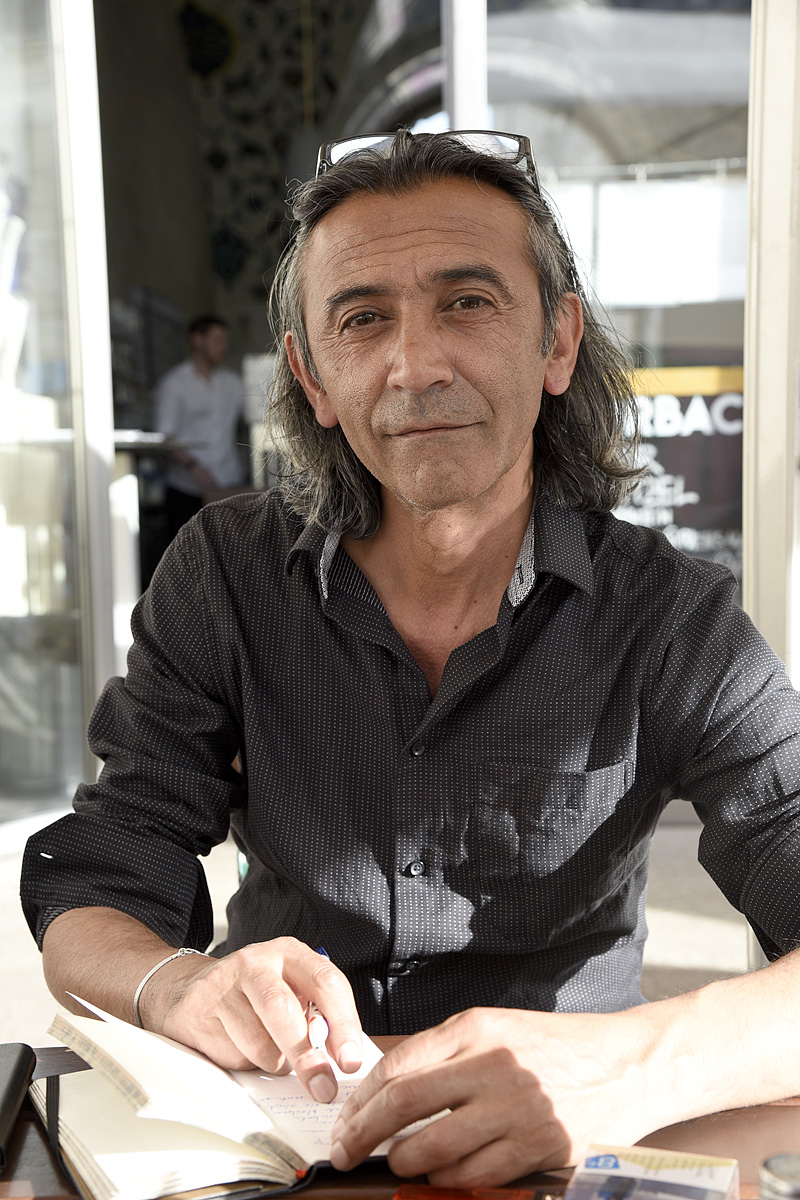
Hasan Özdemir (2019)

Hasan Özdemir (* 1. Juli 1963 in Büyükkışla/Sorgun, Türkei) ist ein deutschsprachiger Dichter.

## Leben
Özdemir wurde 1963 in Sorgun (Büyükkışla) in der Türkei geboren und kam als Jugendlicher nach Deutschland. Er lebt seit 1979 in Ludwigshafen am Rhein und seit 2009 auch in Freinsheim. An der Ruprecht-Karls-Universität Heidelberg studierte Özdemir Germanistik, Philosophie und Deutsch als Fremdsprachenphilologie.
Seine in zahlreichen Lyrikbänden erschienenen Gedichte wurden bereits ins Englische, Französische, Polnische, und im Rahmen der Poesiefestivals Parma/Florenz, auch ins Italienische übersetzt. Seit 2010 ist er der Initiator der „Literarischen Lese Freinsheim“.

## Veröffentlichungen
- Was soll es sein, Mannheim 1989, ISBN 3-926741-02-3
- Zur schwarzen Nacht flüstere ich deinen Namen, Berlin 1994, ISBN 3-86093-063-X
- Das trockene Wasser, Berlin 1998, ISBN 3-86093-182-2
- 7 Gedichte, München 2004, ISBN 3-9808640-6-5
- Vogeltreppe zum Tellerrand, Berlin 2005 ISBN 3-89930-255-9
- Windzweig, Berlin 2005, ISBN 3-89930-095-5
- Die sichtbare Stadt, Ludwigshafen am Rhein 2009, ISBN 978-3-938031-31-5
- Der Proband (Theaterstück), 2009
- Geschälte Sätze, Berlin/Tübingen 2013, ISBN 978-3-89930-403-9
- Türkenlouis’ neue Kleider (Theaterstück), 2018[5]
- Atembruch, Berlin 2023, ISBN 978-3-89930-049-9

## Stipendien und Auszeichnungen
- 1994: Stipendium des Stuttgarter Schriftstellerhauses
- 2002: Pfalzpreis für Literatur (Fördergabe)
- 2009: Preisträger des Dramenwettbewerbs Begegnungen, Theater im Pfalzbau Ludwigshafen[6]
- 2020/21: Arbeitsstipendium für einen Roman und Lyrikband; Stiftung Rheinland-Pfalz für Kultur
- 2023: Nominierung Pfalzpreis für Literatur